# David Bednar
David Jeffrey Bednar (Pittsburgh, Pensilvania, 10 de octubre de 1994), conocido en los medios deportivod como David Bednar, es un jugador profesional de béisbol estadounidense que se desempeña en la posición de lanzador en Pittsburgh Pirates, equipo de las Grandes Ligas de Béisbol (MLB).

## Carrera
Bednar hizo su debut en la MLB con el equipo San Diego Padres, en el cual jugó dos temporadas (2019-2020), después pasó a Pittsburgh Pirates, donde lleva jugando cuatro temporadas.